# Breze (obwód Smolan)
Breze (bułg. Брезе) – wieś w Bułgarii, w obwodzie Smolan, w gminie Dewin. Według danych szacunkowych Ujednoliconego Systemu Ewidencji Ludności oraz Usług Administracyjnych dla Ludności, 15 czerwca 2020 roku miejscowość liczyła 356 mieszkańców.

## Osoby związane z miejscowością

### Urodzeni
- Lubomir Ognjanow (1941) – bułgarski historyk